# Mändjala
Koordinaten: 58° 13′ N, 22° 21′ O

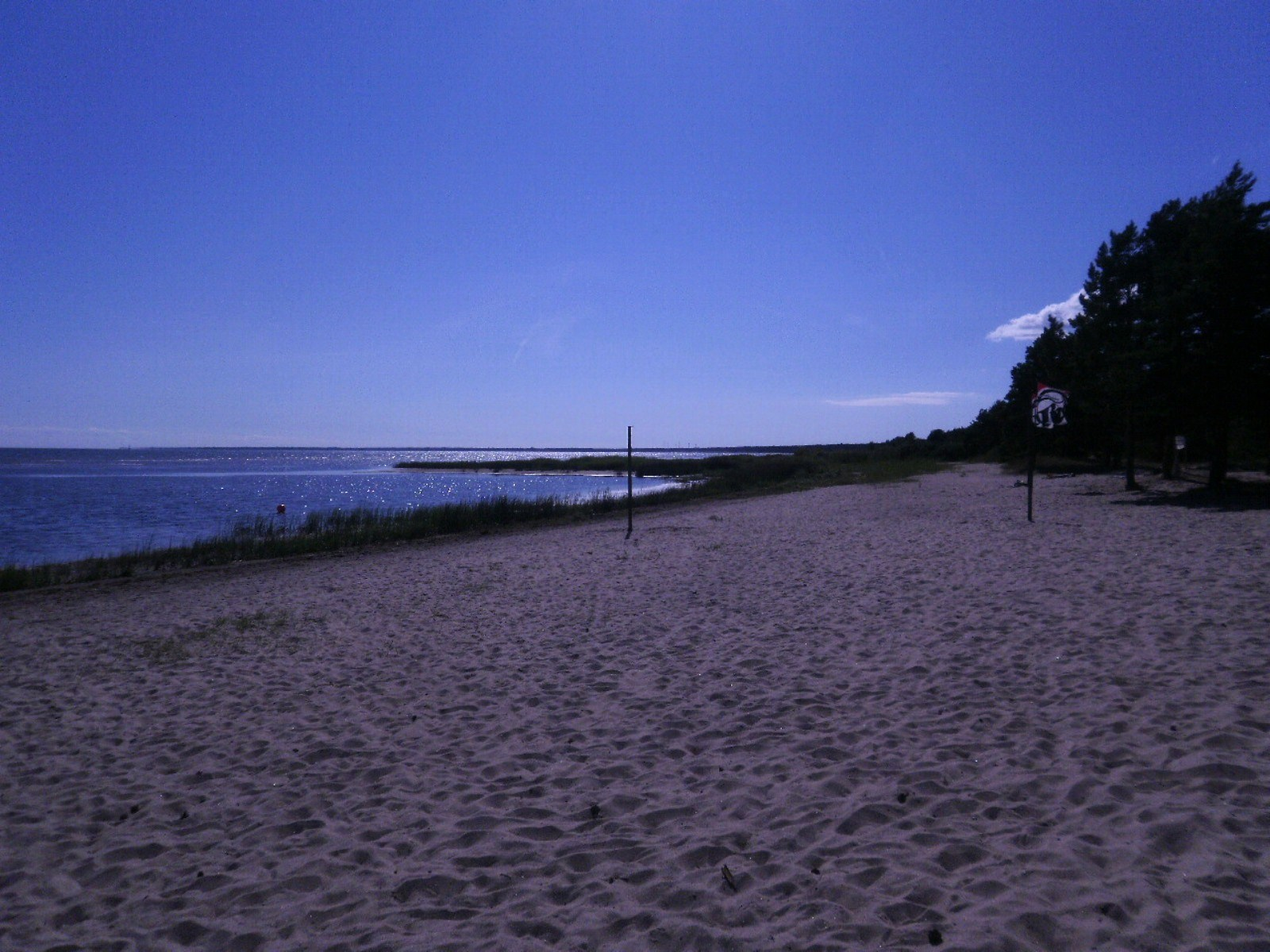
Am Ostsee-Strand

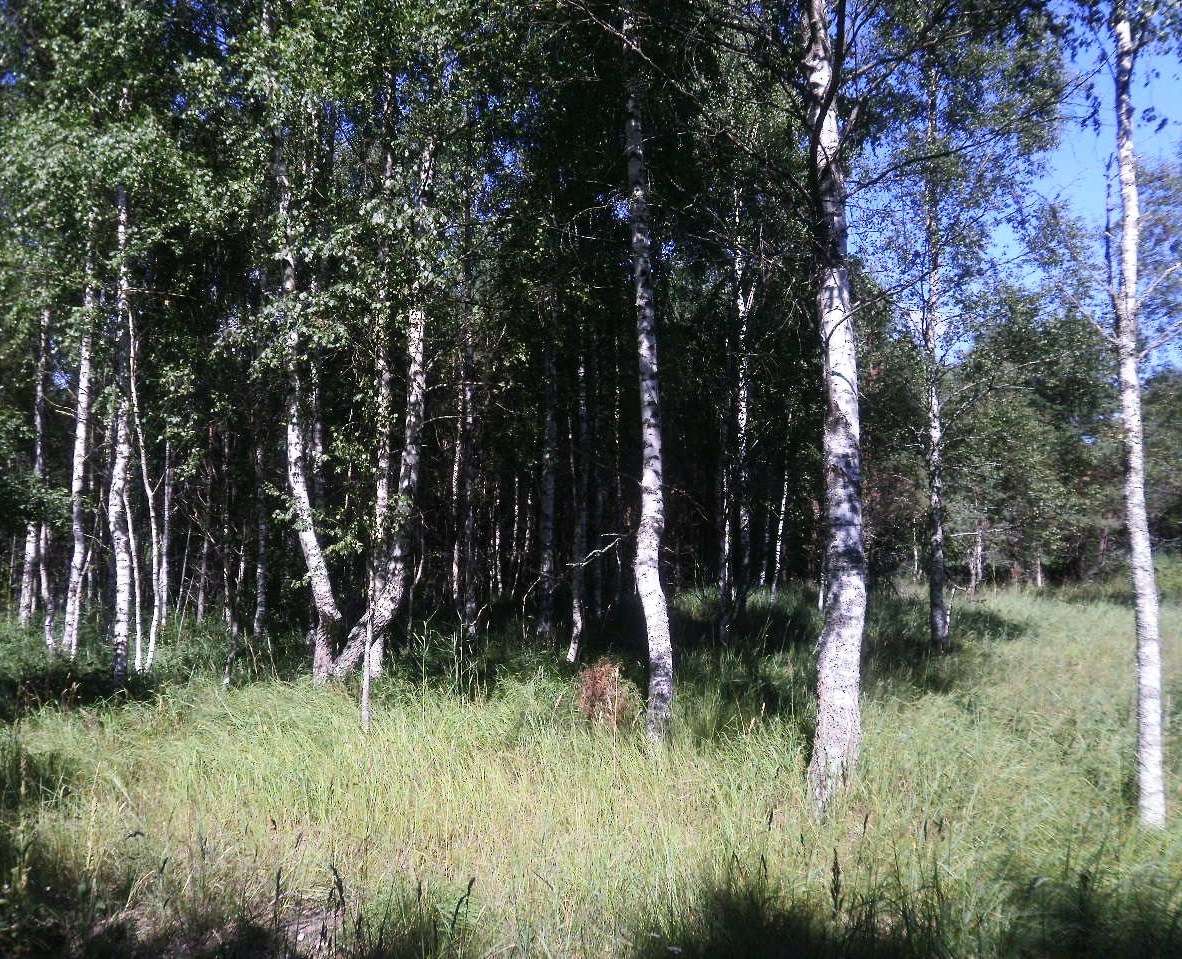
Wald bei Mändjala

Mändjala ist ein Dorf (estnisch küla) auf der größten estnischen Insel Saaremaa. Es gehört zur Landgemeinde Saaremaa (bis 2017: Landgemeinde Lääne-Saare) im Kreis Saare.
Das Dorf hat 158 Einwohner (Stand 1. Januar 2016). Seine Fläche beträgt 9,71 km².

## Lage
Der Ort liegt acht Kilometer südwestlich der Inselhauptstadt Kuressaare zwischen Vägara laht und der Ostsee.
Der fast sieben Kilometer lange Sandstrand mit seinen Dünen und den Kiefernbäumen ist besonders im Sommer bei Badeurlaubern und Kitesurfern beliebt.